# Trencadís

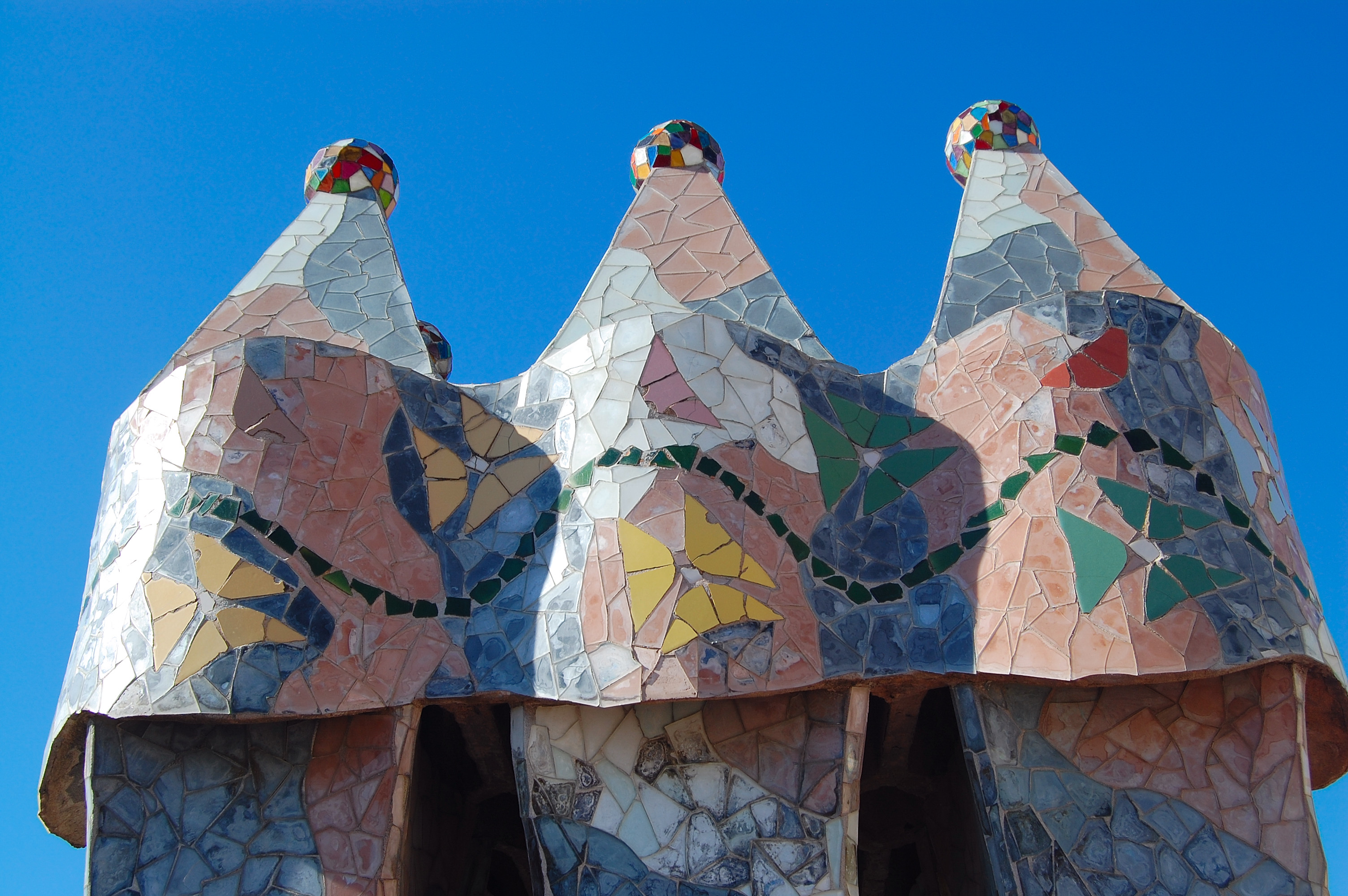
Pormenor das chaminés da Casa Batlló, Barcelona.

O trencadís (do catalão trencat, em português:  quebrado) é uma técnica decorativa que consiste na criação de uma espécie de mosaico com pedaços irregulares de cerâmica ou outros materiais de fácil fragmentação, normalmente usada na decoração de superfícies verticais exteriores. Esta técnica foi muito utilizada durante o modernismo catalão, tendo os seus arquitetos e artesãos atingido um grande grau de destreza na sua conceção e execução. A utilização do trencadís foi particularmente advogada pelo arquiteto Antoni Gaudí e pelos seus discípulos, em especial Josep Maria Jujol, sendo uma das mais marcantes características das suas obras. Atualmente, a utilização de trencadís é um dos sinais distintivos das obras do arquiteto valenciano Santiago Calatrava, que usa sobretudo trencadís branco para revestir o exterior das suas obras, como a Cidade das Artes e das Ciências em Valência.
As vantagens do trencadís incluem a rápida aplicação, a grande espontaneidade de desenho e o facto de permitir a utilização de restos de materiais que de outra forma não seriam aproveitáveis. No Parque Güell, por exemplo, Jujol usou essencialmente pedaços de mosaico, louça e garrafas (incluindo o seu próprio serviço de jantar), mas também materiais pouco usuais como um fragmento de uma boneca, e diz-se que por indicação de Gaudí os operários tinham por hábito recolher os pedaços de cerâmica e vidro que encontrassem no lixo a caminho da obra, tendo-se igualmente tornado costume para os barceloneses empilhar junto ao parque a cerâmica, louça e porcelana que se partia para ser reciclada na construção.